# 丸田一
丸田 一（まるた はじめ 、1960年 - ）は、日本の評論家、放送大学非常勤講師。専門は、情報社会学 、地域情報化研究。埼玉県さいたま市（旧浦和市）出身。

## 来歴・人物
早稲田大学高等学院、早稲田大学理工学部建築学科卒業。大成建設株式会社、三和総合研究所主任研究員、UFJ総合研究所主席研究員、国際大学グローバル・コミュニケーション・センター教授（主幹研究員）・副所長などを経て現職。シンクタンク時代の地域研究に基づいて地域情報化研究を牽引するとともに、独特の情報社会分析を行う。

## 著作

### 単著
- 『「場所」論　ウェブのリアリズム・地域のロマンチシズム』（NTT出版、2008年）
- 『ウェブが創る新しい郷土－地域情報化のすすめ』（講談社 ［講談社現代新書］、2007年）
- 『地域情報化の最前線―自前主義のすすめ』（岩波書店、2004年）
- 『「知の創造」の進化システム－原型としてのインターネット空間－』（東洋経済新報社、2001年）

### 共編著
- 『地域情報化　認識と設計』（NTT出版, 2006年）  丸田一・國領二郎・公文俊平編

### 共著
- 『日本の水文化－水をいかした暮らしとまちづくり－』（ミネルヴァ書房、2001年） 三和総合研究所編集、国土交通省土地・水資源部編集協力
- 『2005年日本浮上－長期波動で読む再生のダイナミズム－』（NTT出版、1998年）公文俊平編著

　他